# إيفان ثيربانتس
إيفان ثيربانتس (بالإسبانية: Iván Cervantes) هو متسابق دراجات نارية إسباني، ولد في 2 مايو 1982 في طراغونة في إسبانيا.